# 烏溪沙碼頭
烏溪沙公眾碼頭（英語：Wu Kai Sha Public Pier）位於香港新界沙田區烏溪沙，是一個小型的公眾碼頭，與烏溪沙青年新村同步於1950年代建成。2001年，土木工程拓展署將該碼頭重建並加建上蓋，當時預料於2004年年中建成。
2019年反修例風波期間，吐露港公路與東鐵綫軌道一度遭到拋下雜物而無法通行，故而在民政事務總署安排下，一度開辦了由烏溪沙公眾碼頭至大埔海濱公園碼頭的臨時航線。